# 金刀比羅神社 (白浜町)
金刀比羅神社（ことひらじんじゃ）は、和歌山県西牟婁郡白浜町中の神社。

## 祭神
主祭神
- 大己貴命
- 事代主命

他8神　

## 歴史
社殿によると創建は1836年（天保7年）に、讃岐国の金刀比羅宮より地域住民が勧請したとされている。明治時代に入り神社合祀運動により近隣の郷社・日神社に合祀されたが、地域住民が再三にわたり復社の要望を郡役所に出した結果、1911年（明治44年）に和歌山県庁より復社が認められた。
南方熊楠は、『神社合祀に関する意見』において復社の経緯を記しており、合祀先神社の神職が祭祀の兼職を維持しようと金刀比羅神社のご神体を住民に返さず隠していた。しかし、合祀先神社に渡していたご神体は偽者であり、合祀の際に住民が隠していた本物のご神体によって神社の復社を完了したという逸話が残されている。

## 現地情報
所在地
- 和歌山県西牟婁郡白浜町中字鳥之倉1702番地

交通アクセス
- 最寄バス停：JR紀勢本線紀伊富田駅下車後、徒歩約18分（南西に約1.4km）